# Dunaharaszti
Dunaharaszti [dunaharasti] (německy Harast) je město v Maďarsku v župě Pest, spadající pod okres Szigetszentmiklós. Město je součástí aglomerace Budapešti (sousedí s její městskou částí Millenniumtelep). V roce 2015 zde žilo 20 767 obyvatel, z nichž jsou 82,6 % Maďaři.
Poblíže města protéká říčka Ráckevei-Duna, která je součást Dunaje (tvoří spolu s Dunajem říční ostrov Csepel, u kterého město leží). Rameno má název podle sídla Ráckeve.
Dunaharaszti sousedí s městy Dunavarsány, Gyál, Ócsa a Szigetszentmiklós. Městem procházejí celkem dvě železniční trati; Železniční trať Budapešť – Ráckeve a Železniční trať Budapešť–Kelebia. V severní části Dunaharaszti vede budapešťský dálniční obchvat.
Místní fotbalový tým nese název Dunaharaszti MTK.